# روبين بالوميكي
روبين بالوميكي (بالإسبانية: Rubén Palomeque)‏ هو لاعب كرة قدم إسباني في مركز الدفاع، ولد في 12 سبتمبر 1994 في مالقة في إسبانيا. لعب مع نادي بولونيا ونادي كريمونيسي ونادي كومو ونادي لوكيزي.

## وصلات خارجية
- روبين بالوميكي على موقع قاعدة بيانات كرة القدم.إي يو (الإنجليزية)
- روبين بالوميكي على موقع Soccerway.com (الإنجليزية)
- روبين بالوميكي على موقع AS.com (الإسبانية)